# Родезійський ріджбек

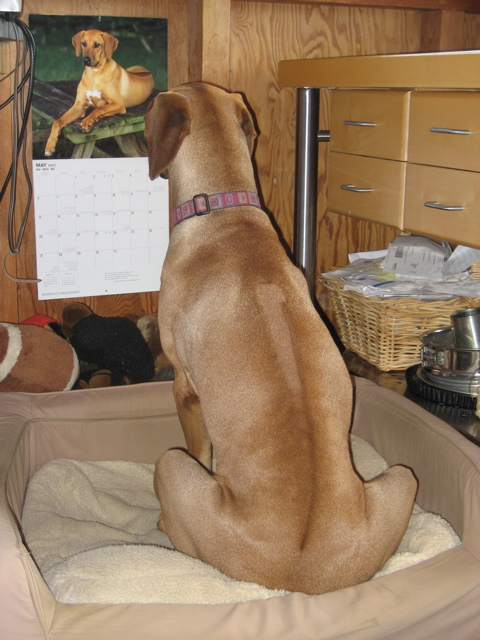
Рідж

Родезійський ріджбек (англ. Rhodesian Ridgeback) — єдина південноафриканська порода собак, визнана FCI.

## Історична довідка
Спочатку використовувалася африканцями для полювання на великого звіра, у тому числі на левів, тому іноді називається «левовою собакою». Перший стандарт породи, заснований на стандарті породи далматин, був створений в 1924 році. Особливістю породи є «рідж» на спині — фрагмент шкіри, на поверхні якого шерсть росте у зворотному напрямку.
Перший стандарт породи був складений Ф. Р. Барнсом в 1922 році в Булавайо (Родезія) на основі стандарту далматина і підтверджений і перероблений KUSA в 1926 році.

## Стандарт породи
FCI визнає породу Родезійський ріджбек. Чинний стандарт прийнятий у 2001 році .
Собака гармонійна, сильна, мускулиста, активна, поєднує в собі швидкість і витривалість. Справляє враження могутності й стрімкості, лінії фігури благородні, без ознак ваговитості. Найпомітніша породна ознака — «рідж» на спині, утворений шерстю, що росте в напрямку, протилежному решті шерстного покриву собаки.
Собака інтелігентна, впевнена в собі, байдужа до сторонніх. Не проявляє агресії, але і не виявляє боязкості.

### Голова
Голова достатньої довжини, відстань між вухами дорівнює довжині черепа від потиличного бугра до переходу, і довжині морди від переходу до мочки носа, череп плаский, переважно широкий між вухами, в спокійному стані вільний від зморшок. Перехід від чола до морди добре виражений. Морда довга, глибока, міцно виліплена. Шия довга, міцна, вільна від підвісу.
Залежно від забарвлення родезійський ріджбек може мати чорний ніс і темні очі, або коричневий ніс і очі бурштинового кольору.
Щелепи міцні, досконалої форми, ножицеподібний прикус. Зуби міцні й великі, особливо ікла. Губи сухі й щільно прилягають. Очі посаджені помірно широко, округлі, колір їх відповідає забарвленню шерсті. Вираз очей уважне й інтелігентне. Вуха посаджені відносно високо, що висять, середнього розміру, трохи широкуваті в основі, поступово звужуються до заокруглених кінців, притиснуті до голови.

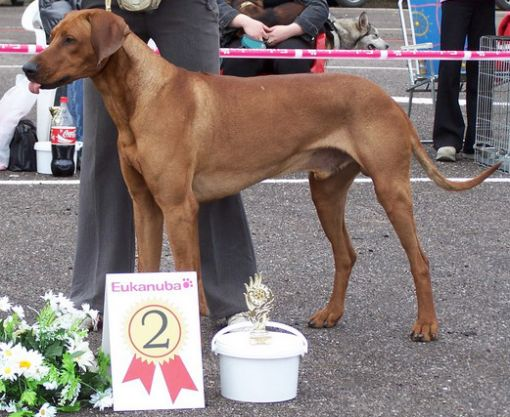
Виставка. Кандидат у Чемпіони країни

### Корпус
Спина міцна. Поперек міцна, мускулиста, злегка випукла. Груди не дуже широка, дуже глибока, опущена до ліктьового суглоба. Держак грудини (форбруст) добре розвинена, видно при погляді збоку. Ребра помірно вигнуті, грудна клітка в жодному разі не бочкоподібна. Хвіст звужується до кінця, вільний від грубості, носиться з легким вигином вгору, ніколи не звернуть в кільце; постав не високий і не низький.

### Рідж
Стандарт родезійського ріджбека містить детальний опис різних аспектів цієї породи. Однією характеристикою, властивою виключно родезійський ріджбек, є, звичайно ж, гребінь.
По-перше, необхідно згадати, що значить ідеальний гребінь, що задовольняє всім вимогам стандарту породи. «Гребінь повинен бути чітко виражений, мати конусоподібну форму і симетрію. Він повинен починатися відразу ж за плечима, простягатися до стегнових кісток і містити тільки два ідентичні завитки — один навпроти одного. Нижні краї завитка не повинні опускатися нижче гребеня більше, ніж на 1/3 його довжини. Ширина гребеня найкращих представників породи повинна наближатися до двох дюймів.»
Примітка: існують інші приклади (різновиди) гребенів, які також можна вважати ідеальними.
Опис ідеального гребеня:
1. Гребінь повинен бути чітко виражений. Явне відхилення (недолік) — відсутність гребеня. Гребінь — найважливіша характеристика.
2. Конусоподібна форма Це не зовсім просте питання. Зазвичай гребені зображують такими, що звужуються відразу від завитків, але більшість гребенів починають звужуватися на деякій відстані від завитків.
3. Симетрія Дуже важлива характеристика. Круглі, квадратні або інші симетричні форми гребенів однаково прийнятні.
4. Він повинен починатися відразу ж за плечима «Початок» виглядає, як волосся, що росте у двох напрямках, і сходяться по одній лінії над завитками. «Відразу ж» означає, що немає проміжку між плечима і початком гребеня.
5. І тривати до місця між виступами стегнових кісток до 5 см — недолік. Від 5 до 15 см — короткий гребінь, порок. При відстані понад 15 см гребінь дуже короткий. У цьому випадку собака навряд чи може бути нагороджена, чи використана для племінної роботи.
6. Рідж повинен містити лише дві ідентичні корони
7. Ідентичні — неідентичні завитки повинні вважатися серйозним дефектом, якщо вони сильно порушують симетрію, про яку йшла мова вище.
8. Навпроти один одного. Дуже важлива деталь: Зміщення менш ніж 0,5 см я вважаю допустимим, від 0,5 до 1 см — недоліком. Зсув 1 см — порок, понад 5 см — видалення з рингу.
9. Нижні краї корон не повинні опускатися нижче краю гребеня більше, ніж на 1 / 3 його довжини
10. Ширина гребеня у найкращих представників породи родезійського ріджбек повинна наближатися до 2 дюймів (5 см)

### Кінцівки
Кінцівки родезійського ріджбека абсолютно прямі, сильні, з міцним кістяком, лікті прилягають до тіла. Зап'ястя міцні, злегка похилі при погляді в профіль. Лапи компактні, пальці зібрані в грудку, подушечки круглі, щільні й еластичні. Рухи вільні й пружинисті.

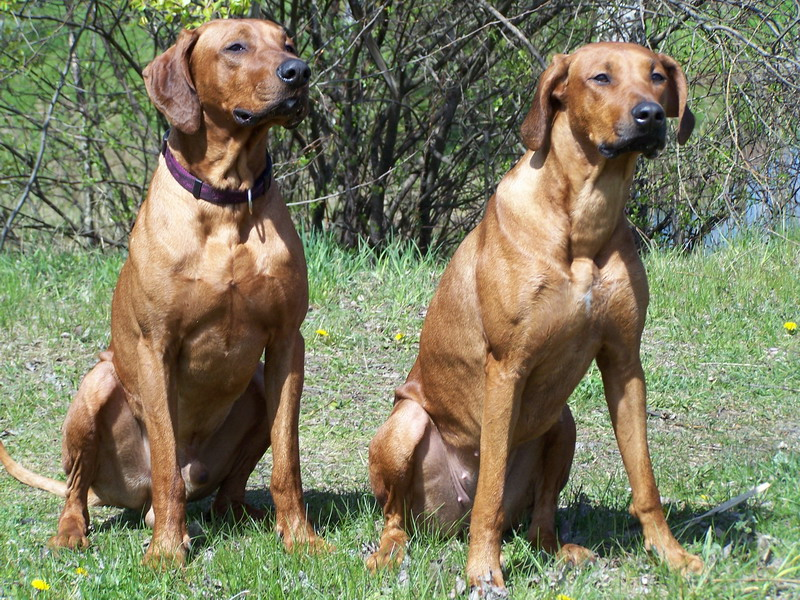
Пес і сука. 1,5 роки

Шерсть коротка і густа, щільно прилегла, гладенька, не груба, але й не шовковиста. Забарвлення від світло-рудого до червоно-рудого. Голова, тіло, ноги й хвіст однакового тону. Трохи білого на грудях і на пальцях допускається, але надлишки білої вовни на цих місцях, животі й вище пальців небажані. Можлива чорна маска. Чорна шерсть по всьому корпусу вкрай небажана.

### Розміри
Зріст псів в холці 63-69 см, сук — 61-66 см. Вага 32-36,5 кг.

### Характер
Собаки цієї породи дуже активні, грайливі, розумні й незалежні за своєю природою та популярні як хороші охоронці та універсальні мисливці.
У теж час, попри свій сильний інстинкт захисника, родезійський ріджбек володіє необхідним терпінням у відносинах з маленькими дітьми й досить ніжний з ними. Родезійський ріджбек добре ладнають і з іншими тваринами, собаками й кішками, особливо в зрілому віці.
Переваги цих собак як мисливців охоплюють їх витривалість, вони добре переносять і спеку і холод, а також мають гострий зір.